# Prezentismul filosofic
Prezentismul filosofic este o concepție care susține că doar entitățile prezente există (sau, echivalent, că totul este prezent). Conform prezentismului, nu există entități din trecut sau viitor. Într-un anumit sens, pentru prezentiști trecutul și viitorul nu sunt reale: evenimentele din trecut s-au petrecut (au existat), iar cele viitoare se vor petrece (vor exista), dar niciunele nu există de fapt, deoarece nu aparțin prezentului. Prezentismul se prezintă ca o viziune asupra ontologiei temporale care contrastează cu:
- Eternismul: viziunea conform căreia entitățile din trecut, prezent și viitor există simultan (adică teza ontologică a „universului bloc”).

- No-futurismul: viziunea conform căreia doar entitățile din trecut și prezent există (adică teza ontologică a „teoriei blocului în creștere a timpului”).[2]

## Antecedente istorice
Augustin de Hipona a propus o viziune asupra timpului conform căreia prezentul este analog cu o muchie de cuțit plasată exact între trecutul perceput și viitorul imaginar. El susținea că prezentul nu include conceptul de durată. Susținătorii acestei viziuni argumentează că acest lucru este evident, deoarece extinderea prezentului ar implica existența unor părți separate, care, la rândul lor, ar trebui să fie simultane pentru a fi considerate cu adevărat parte a prezentului. Conform filosofilor timpurii, timpul nu poate fi simultan trecut și prezent și, prin urmare, nu poate fi extins.
Spre deosebire de Sfântul Augustin, unii filosofi consideră că experiența conștientă se extinde pe o anumită durată de timp. Un exemplu în acest sens este William James, care afirma că timpul este o durată scurtă cu o sensibilitate imediată și neîncetată. Tradiția budistă indiană include de asemenea adepți ai prezentismului. Fyodor Shcherbatskoy, un savant important al filosofiei budiste din epoca modernă, a scris despre prezentismul budist, afirmând că: „Tot ceea ce este trecut este nereal, tot ceea ce este viitor este nereal, tot ceea ce este imaginat, absent, mental... este nereal. În cele din urmă, real este doar momentul prezent al eficienței fizice (adică, cauzalitate)”.
Conform lucrării lui J. M. E. McTaggart intitulată „The Unreality of Time”, există două modalități de a ne referi la evenimente: Seria A (sau „timpul tensionat”: ieri, azi, mâine) și Seria B (sau „timpul netensionat”: luni, marți, miercuri). Prezentismul susține că Seria A este fundamentală și că Seria B nu este suficientă în sine. Prezentiștii afirmă că discursul temporal necesită utilizarea timpurilor verbale, spre deosebire de „vechii teoreticieni ai Seriei B” care considerau că limbajul tensionat poate fi redus la fapte netensionate (Dyke, 2004).
Arthur N. Prior a argumentat împotriva teoriilor netensionate prin următoarele idei: semnificația unor afirmații precum „Slavă Domnului că s-a terminat” este mult mai ușor de înțeles într-o teorie tensionată cu un prezent distins. Argumente similare pot fi formulate pentru a susține teoria prezentismului egocentric (sau realismul de perspectivă), care susține că există un sine distins, prezent.
În teoria relativității moderne, observatorul conceptual ocupă o poziție specifică atât în spațiu, cât și în timp, situându-se la vârful unui „con de lumină”. Din această poziție, observatorul percepe evenimentele distribuite atât în spațiu, cât și în timp. Diferiți observatori pot avea opinii divergente cu privire la simultaneitatea a două evenimente petrecute în locații diferite, în funcție de starea lor de mișcare relativă unul față de celălalt (vezi relativitatea simultaneității). Această teorie se bazează pe conceptul de timp ca o entitate extinsă și a fost confirmată prin experimente, dând naștere unui punct de vedere filozofic cunoscut sub numele de cvadridimensionalism.
Deși conținutul unei observații se extinde în timp, observatorul conceptual, ca punct geometric la originea conului de lumină, nu are o extensie nici temporală, nici spațială. Această analiză prezintă un paradox: observatorul conceptual pare a nu conține nimic, deși orice observator real ar trebui să fie definit ca fiind conținutul extins al unei observații pentru a putea exista. Acest paradox este parțial rezolvat în teoria relativității prin introducerea conceptului de „cadru de referință” care cuprinde instrumentele de măsură utilizate de un observator. Această abordare reduce intervalul de timp dintre instrumente la un set de intervale constante.
Unele dintre dificultățile și paradoxurile prezentismului pot fi depășite prin reconsiderarea viziunii obișnuite asupra timpului ca un recipient sau o entitate distinctă, adoptând o perspectivă care îl definește ca o măsură a schimbării relațiilor spațiale dintre obiecte. Astfel, nu este necesar ca observatorii să aibă o extensie temporală pentru a exista și a fi conștienți. Existența lor este reală, iar schimbările din relațiile interne din cadrul observatorului pot fi măsurate prin intermediul unor evenimente numărabile stabile.

## Obiecții filosofice
O critică semnificativă adusă prezentismului se bazează pe ideea că adevărul depinde fundamental de existență (sau că adevărul este supervenient existenței). Mai exact, se susține că prezentismul intră în conflict cu teoria făcătorilor de adevăr, o teorie care încearcă să explice dependența adevărului de existență prin ideea că propozițiile adevărate sunt adevărate datorită existenței unor entități specifice („făcători de adevăr”). Conflictul apare deoarece majoritatea prezentiștilor acceptă existența unor dovezi transcendente și a unor adevăruri obiective despre trecut (și unii acceptă și existența unor adevăruri despre viitor, ignorând preocupările legate de fatalism), dar neagă existența unor făcători de adevăr evidenți pentru astfel de adevăruri. De exemplu, majoritatea prezentiștilor acceptă că descoperirea poloniului de către Marie Curie este un fapt adevărat, dar neagă existența evenimentului descoperirii în sine (deoarece este un eveniment complet plasat în trecut). Prezentiștii au fost acuzați de încălcarea principiului plauzibil al făcătorului de adevăr (care afirmă că adevărurile necesită făcători de adevăr) și de „înșelăciune” ontologică.
Prezentiștii pot răspunde la această critică fie negând că adevărurile despre trecut necesită făcători de adevăr (adică pot accepta principiul făcătorului de adevăr pentru anumite adevăruri, dar pot nega aplicarea sa generală), fie respingând complet principiul făcătorului de adevăr. O altă opțiune ar fi localizarea unor entități existente în prezent care joacă rolul de făcători de adevăr pentru adevărurile despre trecut.